# Södermanlands runinskrifter 72
Södermanlands runinskrifter 72 är en nu försvunnen vikingatida runsten som funnits i Kesäter, Västra Vingåkers socken och Vingåkers kommun.

## Inskriften
Translitterering av runraden:
[ua͡lfir · ur maþur : raistu : stain : þansi : ift:iʀ : friat · sin · stn͡urman buha sin kuþ : n͡lilb : sial͡þi : krai]
Normalisering till runsvenska:
Ulfʀ ok maþur ræistu stæin þannsi æftiʀ frænda sinn, Styrmann, bonda sinn. Guð, hialp sial þæiʀa/þæima.
Översättning till nusvenska:
Ulv och <maþur> reste denna sten efter sin frände Styrman, sin husbonde. Gud, hjälp deras själ.